# Châtrices
Châtrices is een gemeente in het Franse departement Marne (regio Grand Est) en telt 34 inwoners (2009). De plaats maakt deel uit van het arrondissement Châlons-en-Champagne.

## Geografie
De oppervlakte van Châtrices bedraagt 16,7 km², de bevolkingsdichtheid is dus 2 inwoners per km².
De onderstaande kaart toont de ligging van Châtrices met de belangrijkste infrastructuur en aangrenzende gemeenten.

## Demografie
Onderstaande figuur toont het verloop van het inwonertal (bron: INSEE-tellingen).